# Timandra pulverata
Timandra pulverata là một loài bướm đêm trong họ Geometridae.